# Холопово (Гагарінський район)
Холопово (рос. Холопово) — присілок Гагарінського району Смоленської області Росії. Входить до складу Покровського сільського поселення.
Населення — 4 особи. 